# Batalla de Seminara (1502)
La batalla de Seminara del 25 de desembre de 1502 va tenir lloc a la rodalia de la ciutat calabresa de Terranova entre les tropes franceses sota el comandament de Bérault Stuart d'Aubigny i les espanyoles liderades per Hug de Montcada i de Cardona, Manuel de Benavides i Antonio de Leyva, en el transcurs de la Segona Guerra de Nàpols. Els francesos van derrotar els espanyols, que es van retirar cap a les places de la costa sud italiana. Calàbria va quedar sota el control de l'exèrcit francès fins a l'any següent.